# Юловая Маза
Юловая Маза — село в Вольском районе Саратовской области России. Входит в состав Белогорновского муниципального образования.

## История
Юловая Маза возникла в первой половине XVIII века. Первыми её жителями были крепостные крестьяне А. Д. Меньшикова, выходцы из села Богоявленское. Во время Пугачёвского бунта жители Юловой Мазы влились в отряды восставших, которые в 1774 году заняли Вольск. В 1799 году, на месте ранее существовавшего храма, была построена православная церковь, освящённая во имя святого Димитрия Солунского.
В «Списке населённых мест Саратовской губернии по данным 1859 года» населённый пункт упомянут как удельное село Юловая Маза Волгского уезда (1-го стана) при речке Мазе, расположенное в 37 верстах от уездного города Волгска. В селе имелось 228 дворов и проживало 2267 жителей (1020 мужчин и 1247 женщин). Действовали православная церковь, училище и три мельницы.
В 1877 году сельский храм сгорел во время пожара и на его месте был отстроен новый деревянный однопрестольный Дмитриевский храм, который, позднее, также сгорел. В 1907 году в Юловой Мазе была освящена четвёртая в истории села Дмитриевская церковь-школа с колокольней (разрушена в годы советской власти, на её месте установлен поклонный крест). Согласно «Списку населённых мест Вольского уезда» издания 1914 года (по сведениям за 1911 год) в селе, являвшемся центром Юлово-Мазинской волости, имелось 571 хозяйство и проживало 3122 человека (1524 мужчины и 1598 женщин). В национальном составе населения преобладали великороссы. Функционировали церковь, две церковных школы, почтовая контора, базарный пункт и ярмарка.

## География
Село находится в северной части области, в пределах Приволжской возвышенности, на берегах реки Маза (приток реки Терешка), на расстоянии примерно 29 километров (по прямой) к северо-северо-востоку (NNE) от города Вольск. Абсолютная высота — 82 метра над уровнем моря.
Часовой пояс
Село Юловая Маза, как и вся Саратовская область, находится в часовой зоне МСК+1. Смещение применяемого времени относительно UTC составляет +4:00.

## Население
| 2002 | 2010 |
| ---- | ---- |
| 287  | ↘231 |

Гендерный состав
По данным Всероссийской переписи населения 2010 года в гендерной структуре населения мужчины составляли 44,6 %, женщины — соответственно 55,4 %.
Национальный состав
Согласно результатам переписи 2002 года, в национальной структуре населения русские составляли 77 % из 287 чел.

## Инфраструктура
В селе функционируют детский сад, фельдшерско-акушерский пункт, сельский клуб, библиотека, два магазина, столовая и отделение Почты России.

## Улицы
Уличная сеть села состоит из четырёх улиц.